# 大諮議會
大諮議會或御前会议（拉丁語：Curia regis）是中世纪欧洲为国王服务的顾问和行政大臣召开的会议之名称，包括法国国王、英格兰和西西里的诺曼底国王、波兰国王以及苏格兰国王和女王。

## 英格兰
1066年诺曼征服后，英格兰王国的中央统治机构就被称为Curia regis。在征服之前，盎格鲁-撒克逊人称这个机构为贤人会议（witan），而英国文人也继续使用这个术语。它与法兰克王国的placitum generale相对应，这一名称也适用于称呼英格兰的curia regis。它与为诺曼底公爵服务的curia ducis相似，但不相同。
御前会议涉及国家的立法、司法或外交事务的决策。其成员包括直属封臣（即贵族，也包括主教和修道院院长）以及国务重臣（Great Officers of State），如大法官（Lord Chancellor）、治安官员（Constable）、库务大臣（Treasurer）或掌礼大臣（Chamberlain）、司礼大臣（Earl Marshal）和宫内大臣（Lord Steward）。 偶尔，这些人将被国王召集起来，以大会议（拉丁语为 "Magnum concilium"）的形式开会。
在两次大会议之间，王室议会仍可开会；不过，其成员要少得多。较小的议会由王室官员和跟随君主的贵族组成。英国国王在这一时期有巡回法庭制度，小会议成员在国王的所有巡行中集体跟随他。当他们在王国中巡回时遇到诉讼，国王和会议经常亲自听取起诉者本人的意见。大会议和小会议的权力和职能是相同的，因为它们被认为是同一个机构在不同情况下的聚会。
在13世纪，大会议和小会议分离成两个不同的机构。大会议演变为议会，小会议演变为枢密院。那么，小会议就是 "现代行政机构的远祖，即代表君主权力行事的内阁"。早期的政府部门也是从御前会议中发展起来的，如王室法庭（Chancery）、财政部（Treasury）和财政署（Exchequer）等。

### 書目
- Adams, George Burton. . The American Historical Review. October 1907, 13 (1): 11–15. JSTOR 1834884. doi:10.1086/ahr/13.1.11.
- Adams, George Burton. . New Haven, Connecticut: Yale University Press. 1926. ISBN 9780598892126.
- Butt, Ronald. . London: Constable. 1989. ISBN 0094562202.
- Holdsworth, William Searle.  I. Boston: Little, Brown, and Company. 1922.